# Bieniedikt Liwszyc
Bieniedikt Konstantynowicz Liwszyc (ros. Бенедикт Константинович Лившиц; ur. 25 grudnia 1885?/6 stycznia 1886 w Odessie, Imperium Rosyjskie, zm. 21 września 1938 w Leningradzie, Rosyjska Federacyjna SRR) – rosyjski pisarz okresu rosyjskiego srebrnego wieku, znamienity tłumacz liryki francuskiej i badacz futuryzmu. Ofiara wielkiego terroru w ZSRR.
Po 1910 związany był z jedną z pierwszych w Rosji awangardowych grup artystycznych Hylaea.

## Wybrana twórczość

### Zbiory wierszy
- 1911 - Flejta Marsija (ros. Флейта Марсия)
- 1914 - Wołczje sołnce (ros. Волчье солнце)
- 1922 - Iz topi błat (ros. Из топи блат)
- 1926 - Patmos (ros. Патмос)
- 1928 - Krotonskij połdien' (ros. Кротонский полдень)

### Proza
- 1933 - Półtoraoki strzelec[2] (ros. Полутораглазый стрелец)